# Willem Key
Willem Key (ur. ok. 1520 w Bredzie, zm. 5 czerwca 1568 w Antwerpii) – flamandzki malarz renesansowy.
Według historiografa sztuki Karela van Mandera był uczniem Lamberta Lombarda w Liège, gdzie studiował z Fransem Florisem. W 1560 wstąpił do gildii św. Łukasza w Antwerpii i działał tam do końca życia. Był cenionym twórcą portretów i obrazów ołtarzowych, które w większości zostały zniszczone przez ikonoklastów w 1566. Jego twórczość nosi cechy tradycyjnego malarstwa niderlandzkiego, jak i wpływów włoskich.
Bratankiem artysty był inny malarz portrecista Adriaen Thomas Key.

## Galeria

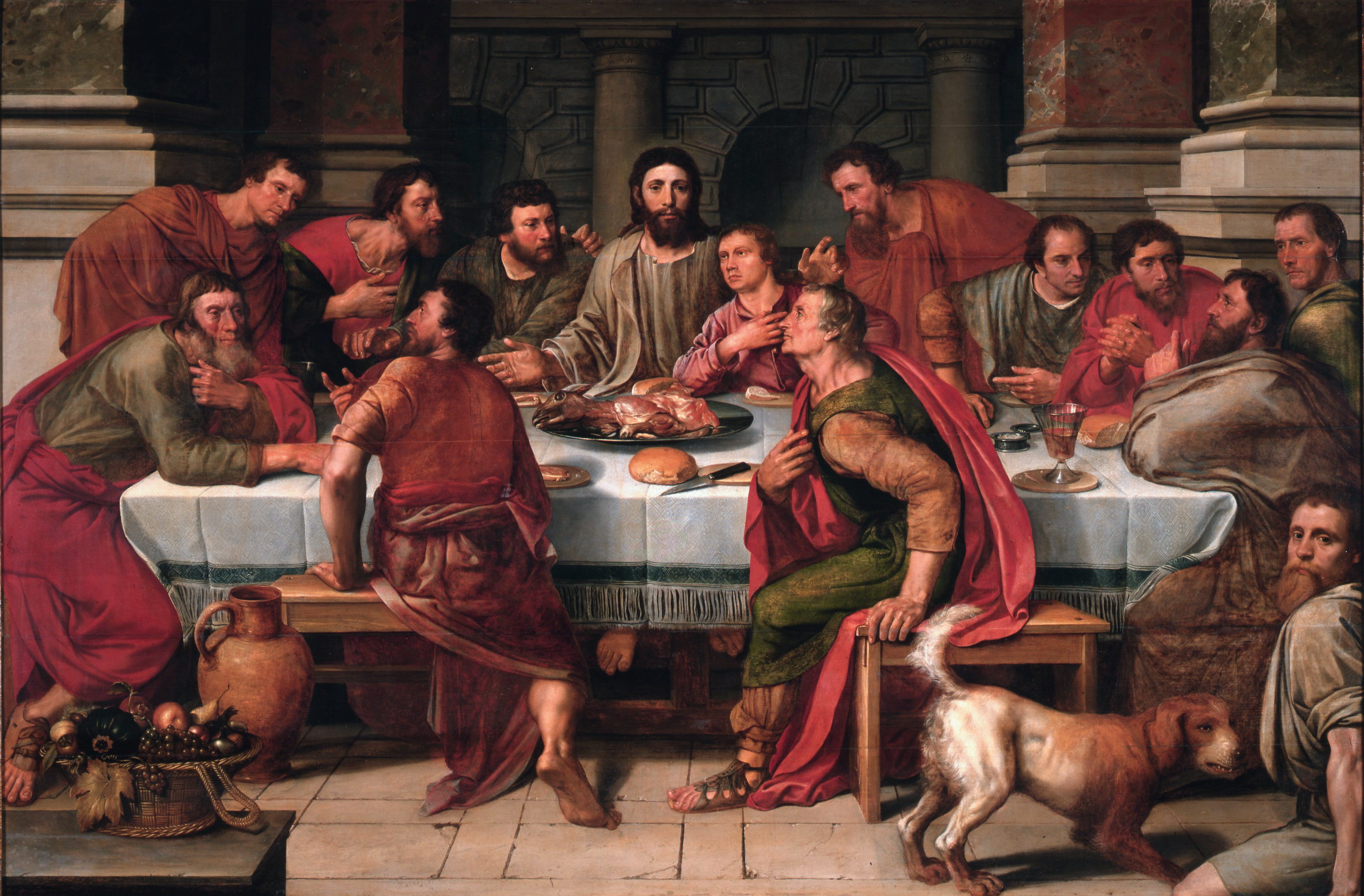
Ostatnia wieczerza, ok. 1560
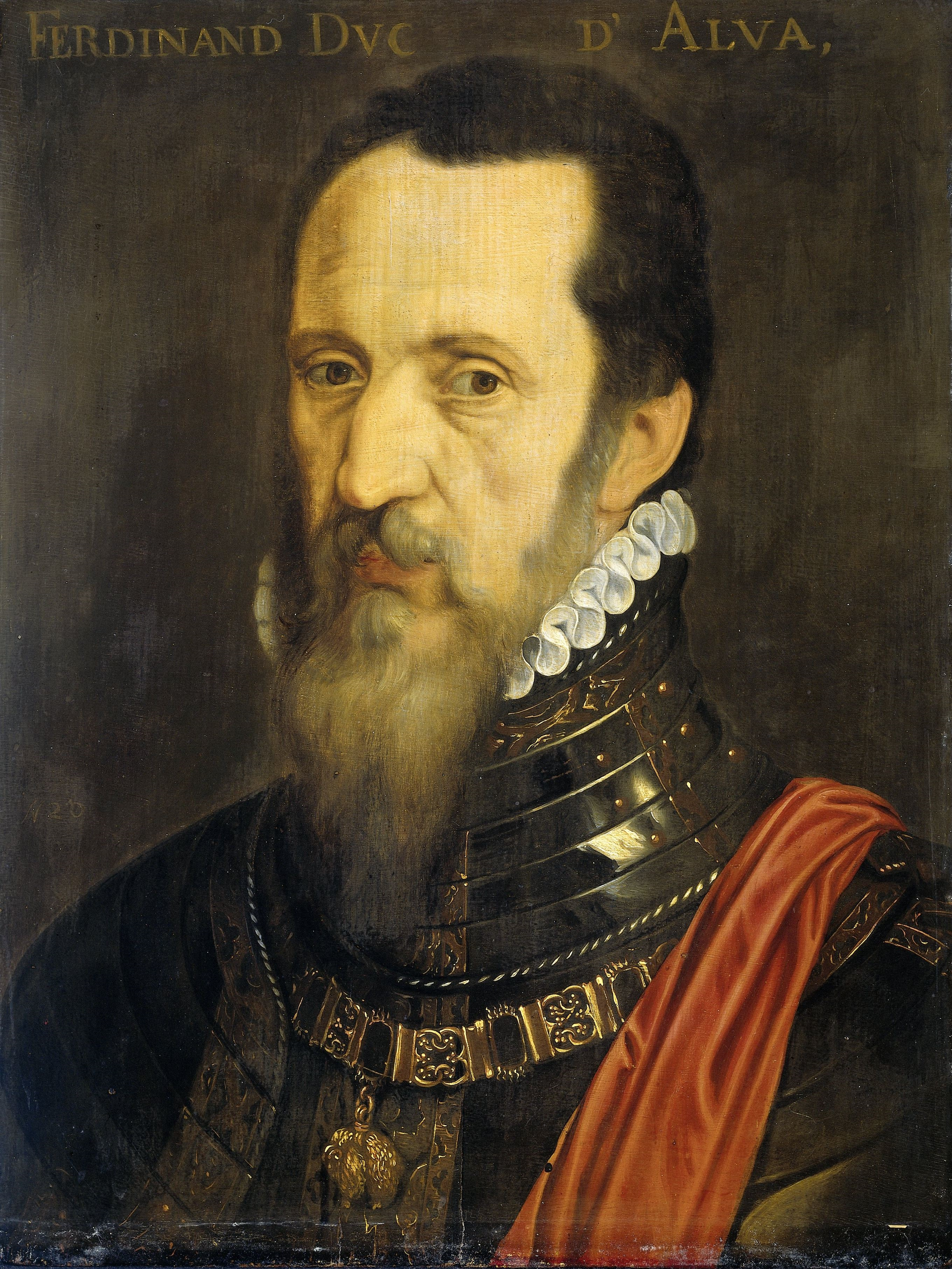
Fernando Álvarez de Toledo, Rijksmuseum
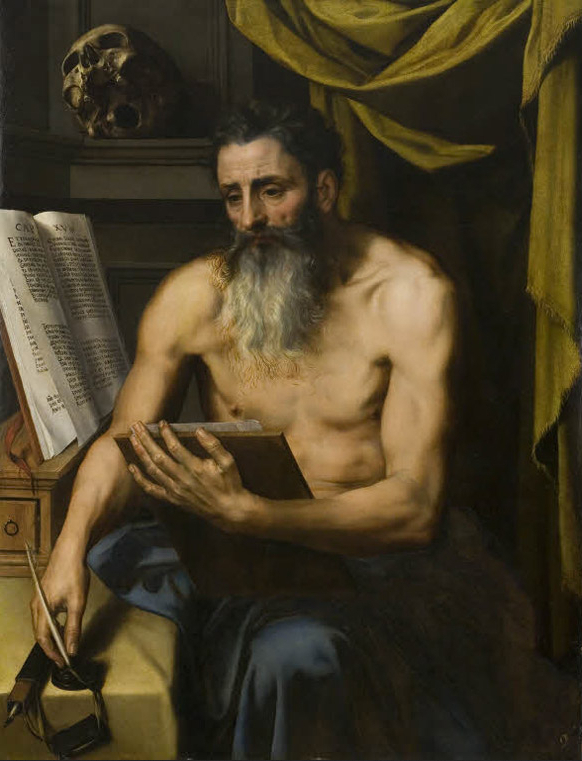
Medytujący święty Hieronim, Luwr
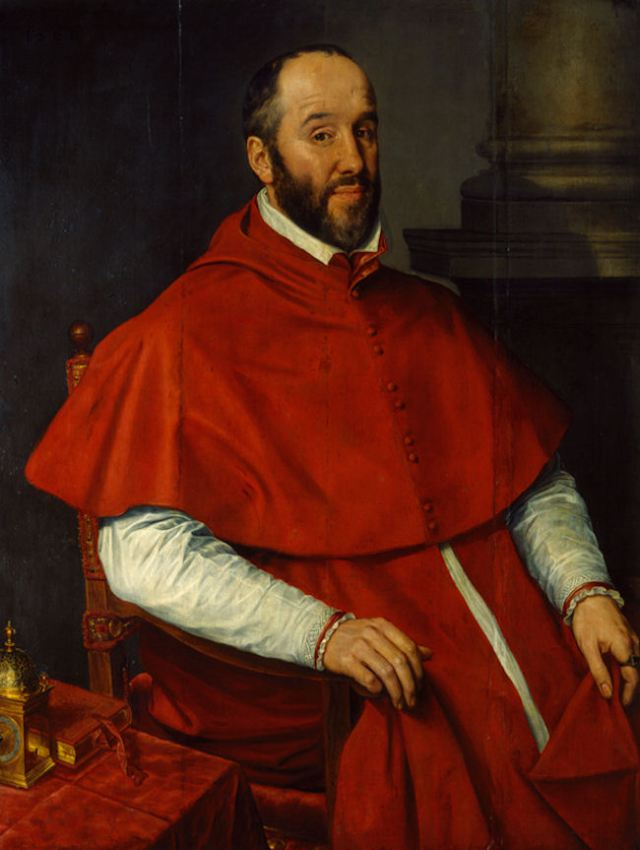
Kardynał Antonius Perrenot de Granvelle, 1561, Weimar